# Organeum

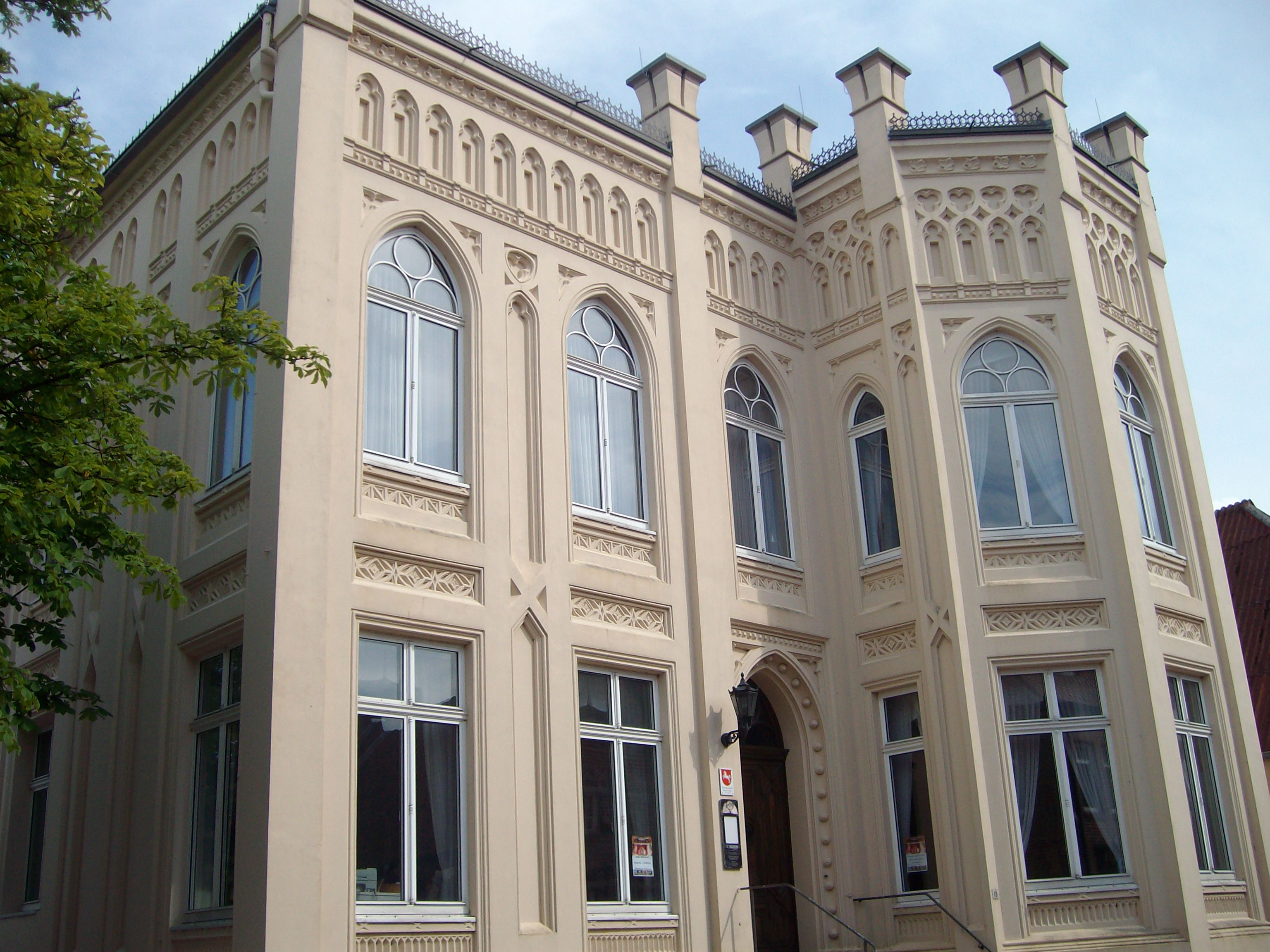
Organeum

Das Organeum in Weener ist ein Kultur- und Bildungszentrum mit einem Museum für Tasteninstrumente.

## Geschichte und Konzept

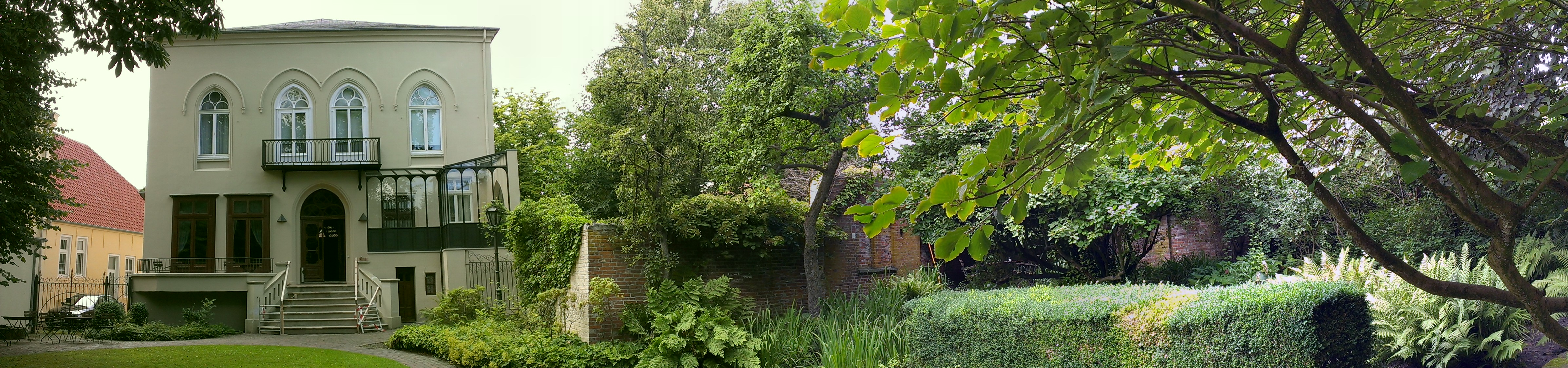
Blick nach Westen: Organeum mit Garten

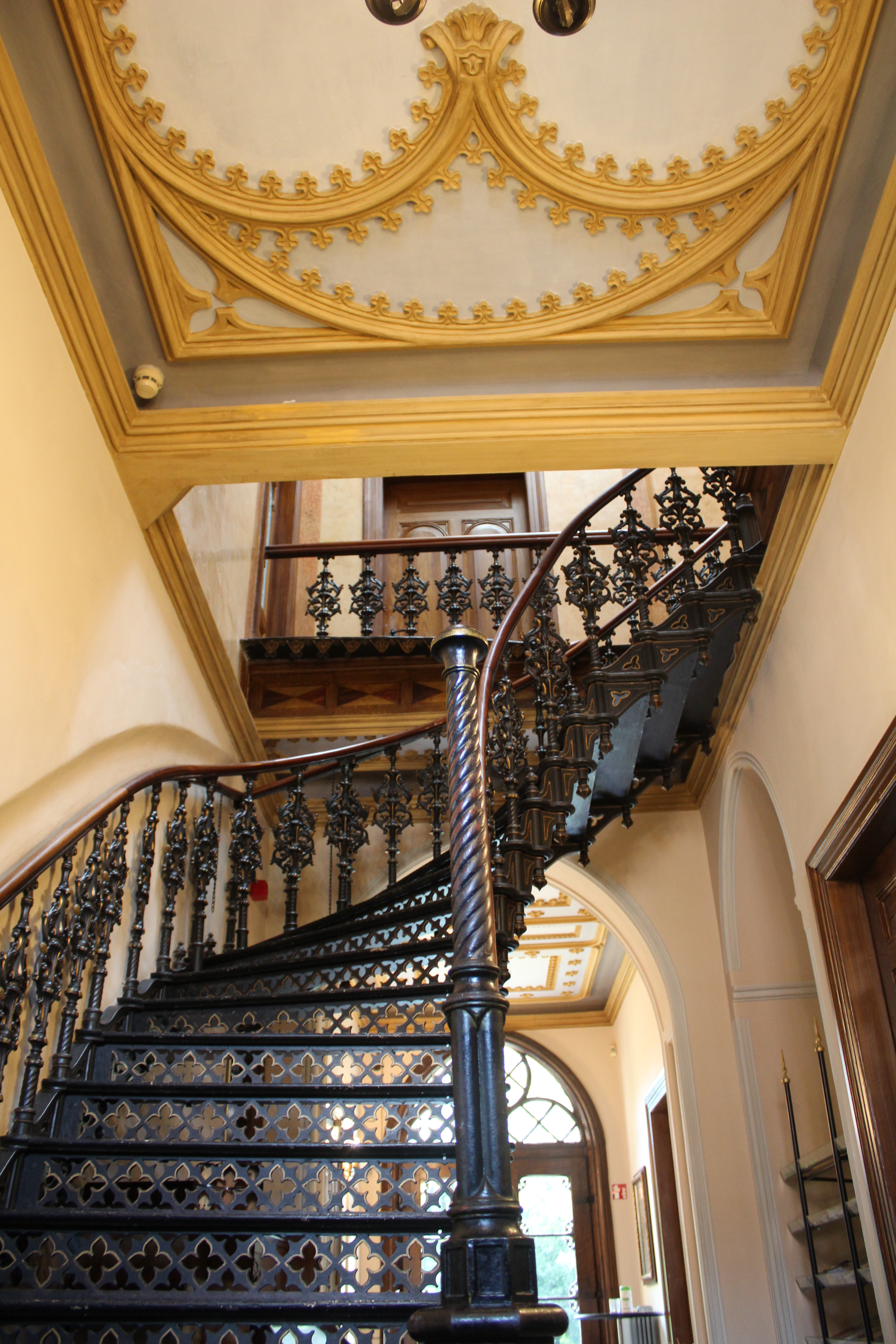
Treppenhaus

Die repräsentative Villa des Organeums wurde 1870–1873 vom Architekten Stüve entworfen und von Jan Hesse gebaut. Stilistisch vereint das Gebäude nach dem Prinzip des Eklektizismus Elemente der englischen Neugotik, des niederländischen Stadthauses und des antiken Atriums zu einem geschlossenen Ganzen. Die großbürgerliche Stadtvilla im alten Stadtkern von Weener, die lange als Wohnhaus diente, liegt in unmittelbarer Nähe zur historischen Arp-Schnitger-Orgel von 1710. Die Stadt Weener als Eigentümerin ließ das Gebäude in den 1990er Jahren restaurieren. 2012/2013 folgten eine Außen- und Innenrenovierung, die eine Rekonstruktion von Balkon und Wintergarten einschloss.
Das Organeum wurde 1997 von Harald Vogel gegründet und dient der Erschließung, Erforschung und Förderung der nordwestdeutschen Orgellandschaft. Seit 2002 steht dem Organeum LKMD Winfried Dahlke als künstlerischer Leiter vor. Das Organeum steht im Kontext des  ostfriesischen Kulturraums, mit über 100 historischen Instrumenten aus sieben Jahrhunderten eine der reichsten Orgellandschaften der Welt. Zunächst eine Einrichtung der Ostfriesischen Landschaft, wird es seit 2006 als ORGANEUM – Ostfriesische Orgelakademie von der Ostfrieslandstiftung der Ostfriesischen Landschaft, der Georgskirche in Weener und der Stadt Weener getragen. Weitere Unterstützung erfährt das Orgelzentrum durch den „Förderkreis Organeum in Weener e. V.“.
Die Instrumentensammlung ist in ein pädagogisches Konzept eingebunden, das Klang, Funktion und Geschichte der alten Instrumente einem breiten Publikum vermitteln will und auf Interaktivität angelegt ist. Zur Unterstützung dienen verschiedene transportable Orgelfunktionsmodelle, die auch in Schulen vorgeführt werden, eine Ausstellung zur Orgelkultur und der Einsatz audiovisueller Medien. Als Orgelzentrum, Kulturstätte und organisatorische Zentrale veranstaltet das Organeum Führungen, Konzerte, Meisterkurse, Fortbildungen, touristische Exkursionen und bietet Raum für ein vielfältiges Kulturangebot. Eine repräsentative Auswahl von Orgelnoten kann eingesehen werden. Für Forschungszwecke steht eine organologische Bibliothek zur Verfügung. Im Rahmen eines Forschungsprojekts des Organeums haben 2006–2008 Winfried Dahlke und Orgelbauer Jürgen Ahrend die Inskriptionen auf dem historischen Pfeifenwerk der Orgel in der Großen Kirche in Leer inventarisiert und die Geschichte der Orgel wissenschaftlich dokumentiert.

## Instrumentenbestand (Auswahl)
Als Museum beherbergt das Organeum u. a. eine Sammlung von rund 40 wertvollen historischen Tasteninstrumenten und Repliken. Sie wird ergänzt um einige Saugwindharmonien.
| Jahr               | Instrument                             | Erbauer                                                         | Bild | Art                                                                                              | Bemerkungen |
| ------------------ | -------------------------------------- | --------------------------------------------------------------- | ---- | ------------------------------------------------------------------------------------------------ | --- |
| 1741               | Cembalo                                | Christian Zell (Hamburg)                                        |      | Original                                                                                         | einmanualig; für den letzten ostfriesischen Fürsten Carl Edzard erbaut; eines der besterhaltenen Cembali des deutschen Hochbarocks                |
| 1775               | Bureaux-Orgel                          | Johannes Stephanus Strümphler (Amsterdam) (Zuschreibung)        |      | Original                                                                                         | 4 Register; eingebaut in einen Sekretär |
| 1790               | Kabinettorgel                          | Ibe Peters Iben (Emden)                                         |      | Original                                                                                         | mit Flügeltüren; 5 Register; 2007/2008 von Reinalt Johannes Klein restauriert                                                                     |
| um 1796            | Bureaux-Orgel                          | Frans Casper Snitger/Heinrich Hermann Freytag                   |      | Original                                                                                         | 5 Register; eingebaut in einen Sekretär |
| um 1800            | Kabinettorgel                          | Jan Jacob Vool (Niederlande)                                    |      | Original                                                                                         | 6 Register im Bass, 8 im Diskant |
| 1822               | Tafelklavier                           | Johann Peter Hinrichs (Hamburg)                                 |      | Original                                                                                         | mit einfacher Stoßmechanik |
| um 1825            | Tafelklavier                           | Ludwig Kulmbach (Heilbronn)                                     |      | Original                                                                                         | 2013 Restaurierung durch Bartelt Immer |
| um 1830            | Physharmonika                          | unbekannter Erbauer                                             |      | Original                                                                                         | Vorläufer des späteren Harmoniums mit einem 8′; Leihgabe Winfried Dahlke                                                                          |
| Mitte 19. Jhd.     | Tafelklavier                           | Gebrüder Knake (Münster)                                        |      | Original                                                                                         | mit Metallrahmen; Dauerleihgabe des Heimatmuseums Weener                                                                                          |
| 19. Jhd.           | Druckwindharmonium                     | Wilhelm Rudolph (Gießen)                                        |      | Original                                                                                         | zweispielig |
| 1867               | Druckwindharmonium                     | Alexandre-François Debain (Paris)                               |      | Original                                                                                         | ein 8′-Register |
| 2. Hälfte 19. Jhd. | Druckwindharmonium                     | Firma Schiedmayer (Stuttgart)                                   |      | Original                                                                                         | zweimanualig; Leihgabe Winfried Dahlke |
| 1881               | Kunstharmonium                         | Victor Mustel (Paris)                                           |      | Original                                                                                         | 5 Bass und 7 Diskantregister; Leihgabe Winfried Dahlke                                                                                            |
| um 1888            | Flügel                                 | John Broadwood & Sons (London)                                  |      | Original                                                                                         | Palisander-Furnier |
| 19. Jhd.           | Druckwindharmonium                     | Wilhelm Emmer (Berlin)                                          |      | Original                                                                                         | zwei Spiele in 8′ und 4′ |
| 19./20. Jhd.       | Druckwindharmonium                     | G. F. Steinmeyer & Co.                                          |      | Original                                                                                         | unrestauriert |
| 19./20. Jhd.       | Druckwindharmonium                     | Gustav Steinmann Orgelbau                                       |      | Original                                                                                         | im 20. Jhd. umgebaut |
| um 1900            | Druckwindharmonium                     | Firma Schiedmayer (Stuttgart)                                   |      | Original                                                                                         | Leihgabe Winfried Dahlke |
| um 1920            | Pedalklavier                           | Berdux (München)                                                |      | Original                                                                                         | mit voller Pedalklaviatur, die eine Oktave tiefer angekoppelt ist (entsprechend dem 16 Fuß bei der Orgel); Dauerleihgabe der Familie Janse-Balzer |
| 1. Hälfte 20. Jhd. | Pedalharmonium                         | Theodor Mannborg (Leipzig)                                      |      | Original                                                                                         | mit voller Pedalklaviatur |
| 1. Hälfte 20. Jhd. | Koffer-Harmonium                       | „voorheen Jac. van Breemen Aalsmeer Orgel-piano-en Radiohandel“ |      | Original                                                                                         | 8′-Register mit 3 Manubrien |
| 1966               | Cembalo                                | Klaus Ahrend                                                    |      | Nachbau                                                                                          | zweimanualig, nach Dulcken |
| 1969               | Cembalo                                | Klaus Ahrend                                                    |      | Nachbau                                                                                          | nach italienischem Vorbild |
| 1976               | Cembalo                                | Keith Hill                                                      |      | Nachbau                                                                                          | nach einem flämischen Ruckers-Cembalo (17. Jhd.) mit kurzer Oktave, Leihgabe von Harald Vogel                                                     |
| 1977               | Clavichord                             | Keith Hill                                                      |      | nach Vorbildern                                                                                  | nach Johann Adolph Hass (Hamburg, 1740) |
| 1979               | Cembalo                                | Martin Sassmann                                                 |      | Kopie                                                                                            | zweimanualig, nach Christian Zell (Hamburg, 1728)                                                                                                 |
| 1983               | Cembalo universale (Cimbalo cromatico) | Keith Hill                                                      |      | Rekonstruktion                                                                                   | mit 19 Tasten pro Oktave (geteilte Obertasten als Subsemitonien) nach der Beschreibung von Michael Praetorius (1619)                              |
| 1983               | Orgel-Regal                            | Engelke Brink                                                   |      | Bausatzinstrument mit eigenen Zungen                                                             | Anfertigung der Zungen unter Beratung von Jürgen Ahrend                                                                                           |
| 1990               | Hausorgel                              | Jürgen Ahrend                                                   |      | Original                                                                                         | zweimanualig, 11 Register mit hinterständigem Pedalwerk im barocken Stil; ursprünglich Privatbesitz in Celle                                      |
| 1994               | Baldachinorgel                         | Jürgen Ahrend                                                   |      | Nachbau einer Renaissance-Orgel (1559) nach Michael Strobl auf der Churburg für den Grafen Trapp | einmanualig, 6 Register; Dauerleihgabe der EKHN                                                                                                   |
| 2007               | Clavichord                             | Matthias Griewisch                                              |      | Rekonstruktion                                                                                   | Nachbau eines gebundenen Clavichords nach Michael Praetorius: Syntagma musicum (1619)                                                             |
| 2007               | Orgelfunktionsmodell                   | Harm Dieder Kirschner                                           |      | Modell                                                                                           | |
| 2010               | Orgelfunktionsmodell                   | Winold van der Putten                                           |      | Modell                                                                                           | „Orgel für das Klassenzimmer“ |
| 2012               | Clavichord                             | Gregor Bergmann                                                 |      | Nachbau                                                                                          | nach Christian Gottlob Hubert (Ansbach, 1789) |
| 2016               | Orgelfunktionsmodell                   | Gregor Bergmann                                                 |      | Modell                                                                                           | „Koffer-Orgel“ |